# Půlměsíc (symbol)

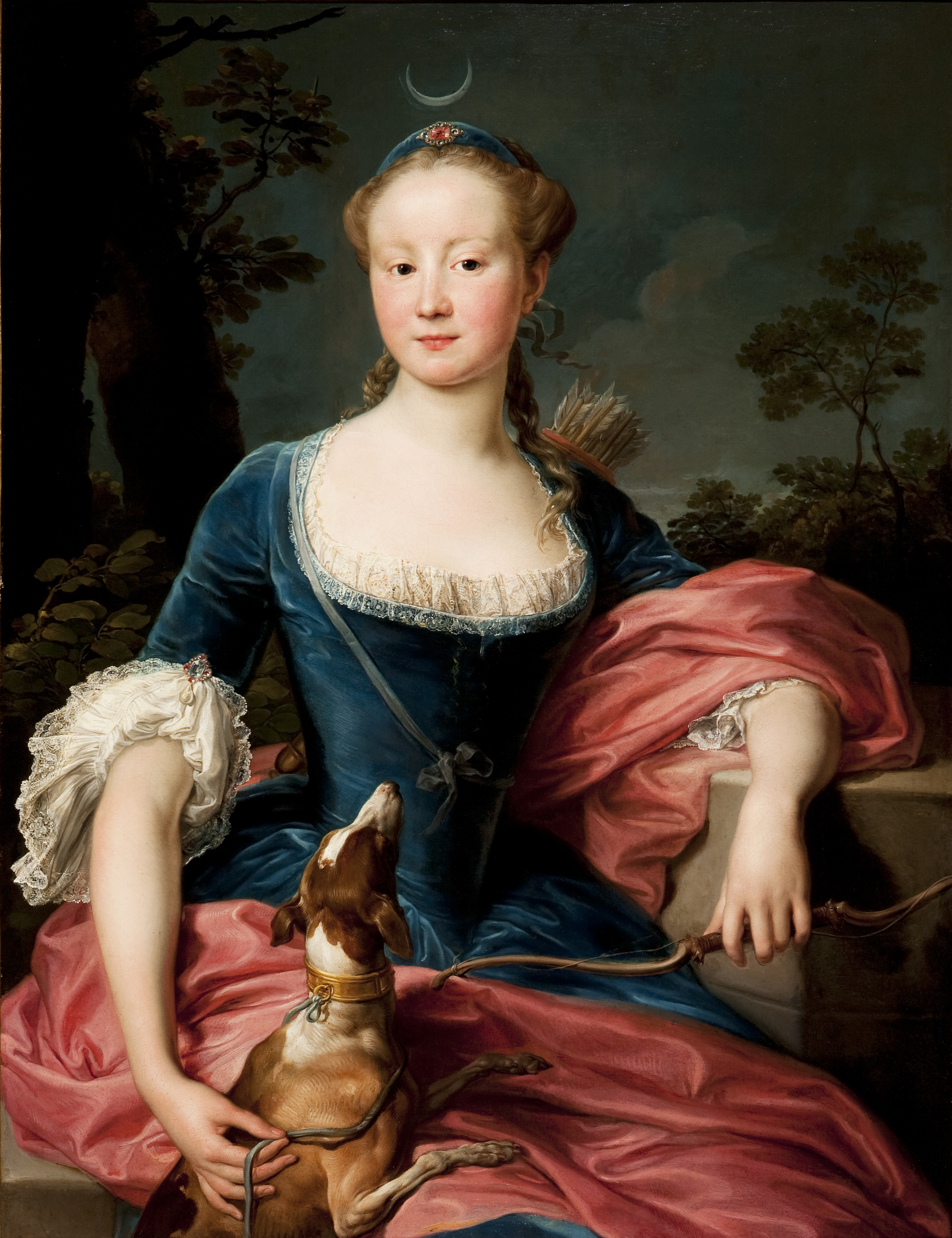
Bohyně Diana

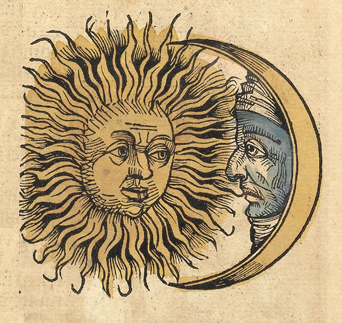
Slunce a Měsíc, dřevořezba, 1493

Tvar půlměsíce je symbol nebo znak používaný pro Měsíc před první či po poslední čtvrti (srpek měsíce), nebo v rozšířeném smyslu pro Měsíc jako takový. Také je tvar půlměsíce často používán jako znak pro stříbro. Ačkoliv se s tímto symbolem lze setkat i v Evropě a Americe, je součástí hlavně muslimské kultury a v Asii je mnohem frekventovanější než na západě.

## Historie

### Antika
V ikonografii helénistického období představoval půlměsíc panenskou bohyni lovu Dianu (Artemis), naopak Slunce symbolizovalo jejího bratra Apollóna. Na mnoha vyobrazeních má Diana na své čelence právě půlměsíc. Protože Diana byla panenská bohyně, byl tvar občas používán i jako symbol panenství.
Půlměsíc a hvězdy symbolizovaly také pontskou dynastii Mithradovců.
Tvar byl používán i jako znak Byzancie.

### Středověk
V době křížových výprav se znak spojil s orientem a byl často používán jako ozdobná rytina na křižáckých pečetích a mincích.
Anna Notaras, dcera posledního velkoknížete (megas doux) byzantské říše Loukase Notarata, po pádu Konstantinopole uprchla do Itálie a nechala si vyrobit pečeť, na níž dva lvi drželi nad hlavami půlměsíc zkřížený s mečem.
Do islámské ikonografie se tento tvar dostal poté, co si muslimové podmanili Persii, kde se do té doby objevoval půlměsíc ve spojitosti se zoroastrismem. Ve 13. století zdobil muslimské vojenské štíty.
V římskokatolické církvi bylo v 15. století módní vyobrazovat Pannu Marii buď sedící, nebo stojící na půlměsíci.

### Novověk
V době renesance se půlměsíc často objevoval ve šperkařství. Lidé se ohlíželi do antiky a ženy se nechávaly vyobrazovat jako tzv. Diany, proto rády nosily i šperky obsahující symbol této bohyně.
Záznamy z roku 1571 popisují, že v bitvě u Lepanta měli všechny osmanské lodě na plachtách buď jeden půlměsíc, nebo hned několik půlměsíců. Roku 1793 bylo dekretem stanoveno, že všechna osmanská plavidla tento znak ponesou na lodní vlajce. Za vlády dynastie Osmanů se začaly půlměsíce objevovat na střechách mešit. Od té doby je půlměsíc spojen s islámem jako takovým, i když to mnozí muslimové kritizují a půlměsíc považují za „chybu křesťanů“, protože v Koránu ani žádné z legend půlměsíc zmíněn není.
Egyptský paša Muhammad Ali v roce 1805 představil první egyptskou státní vlajku. Byla červená a měla na sobě tři bílé půlměsíce a tři bílé hvězdy.

## Současné použití

Vlajka Turecka

Půlměsíc je v 21. století používán hlavně jako symbol představující Měsíc samotný.
V římskokatolické církvi je půlměsíc spojen s Pannou Marií.
Použití samostatného půlměsíce na vlajkách je méně běžné než v kombinaci s hvězdou (či hvězdami). Půlměsíc bez hvězd se nachází na vlajce státu Jižní Karolína, na vlajce Malediv, na vlajce Organizace islámské spolupráce a na vlajce Súdánského osvobozeneckého hnutí. V kombinaci s hvězdou (či hvězdami) je na vlajkách většiny států Blízkého východu.